# Denholm Elliott
Denholm Mitchell Elliott, CBE (Ealing, Middlesex, Anglaterra, 31 de maig de 1922 − Santa Eulària des Riu, Eivissa, 6 d'octubre de 1992) va ser un actor anglès, conegut per les seves aparicions al teatre, cinema i televisió. Va guanyar quatre Premis BAFTA (1981, 1984, 1985 i 1986). El 1988 va ser guardonat amb l'Orde de l'Imperi Britànic per la seva trajectòria com a actor.

## Biografia
Va néixer a Londres dels seus pares Myles Layman Elliott i Nina. Va servir en la RAF durant la Segona Guerra Mundial. El 1942, va ser abatut sobre Alemanya i va passar la resta de la guerra en un camp de presoners. Després de la guerra, va fer el seu debut cinematogràfic en Dear Mr. Prohack (1949). Va continuar actuant en multitud de papers diferents, sovint en papers de persones incapaces o, com el periodista Bayliss a Defence of the Realm, l'avortista en Alfie i l'inútil director de cinema en The Apprenticeship of Duddy Kravitz.
En la dècada del 1980, va guanyar tres Premis BAFTA com a millor actor secundari en Trading Places, A Private Function i Defence of the Realm, a més d'una nominació a l'Oscar per Una habitació amb vista. Així mateix, va ser conegut pel gran públic per la seva interpretació del Dr. Marcus Brody en A la recerca de l'arca perduda i Indiana Jones i l'última croada.
Elliott es va casar dues vegades, la primera amb l'actriu britànica Virginia McKenna, i la segona amb Susan Robinson, amb qui va tenir dos fills.
Va morir de tuberculosi a Eivissa per la sida, després d'un contagi el 1987 per via sexual, a l'edat de 70 anys. La seva vídua, Susan, va crear Denholm Elliott Project, una associació de gent amb sida, en la seva memòria.
Biblioteques\Imatges4539_28824.jpg

## Filmografia
Filmografia:
- The Sound Barrier (1952)
- The Cruel Sea (1953)
- Persecució implacable (The High Bright Sun) (1964)
- Alfie (1966)
- Too Late the Hero (1970)
- Casa de nines (A Doll's House) (1973)
- The Apprenticeship of Duddy Kravitz (1974)
- Robin i Marian (Robin and Marian) (1976)
- Un pont massa llunyà (A Bridge Too Far) (1977)
- Watership Down (1978) (veu)
- Els nens del Brasil (The Boys from Brazil) (1978)
- The Hound of the Baskervilles (1978)
- Alba zulú (Zulu Dawn) (1979)
- Cuba (1979)
- Bad Timing (1980)
- A la recerca de l'arca perduda (Raiders of the Lost Ark) (1981)
- Brimstone and Treacle (1982)
- El missioner (The Missionary) (1982)
- Trading Places (1983)
- The Hound of the Baskervilles (1983)
- Funció privada (A Private Function) (1984)
- El tall de la navalla (The Razor's Edge) (1984)
- Una habitació amb vista (A Room With a View) (1985)
- Bleak House (1985)
- Maurice (1987)
- Setembre (September) (1987)
- Indiana Jones i l'última croada (Indiana Jones and the Last Crusade) (1989)
- Soldats de joguina (Toy Soldiers) (1991)
- A Murder of Quality (1991)
- Noises Off (1992)

## Premis i nominacions[calcitació]

### Premis
- 1984: BAFTA al millor actor secundari per Trading Places
- 1985: BAFTA al millor actor secundari per A Private Function
- 1986: BAFTA al millor actor secundari per Defence of the Realm

### Nominacions
- 1974: BAFTA al millor actor secundari per Casa de nines
- 1980: BAFTA al millor actor secundari per Saint Jack
- 1982: BAFTA al millor actor secundari per A la recerca de l'arca perduda
- 1987: Oscar al millor actor secundari per Una habitació amb vista
- 1987: BAFTA al millor actor secundari per Una habitació amb vista